# ロング・トール・サリー
「ロング・トール・サリー」あるいは、「のっぽのサリー」（Long Tall Sally、Long Tall Sally (The Thing)）は、リトル・リチャードの楽曲である。作詞作曲はロバート・ブラックウェルやエノトリス・ジョンスンとの共作。1956年3月にスペシャルティ・レコードよりB面に「スリッピン・アンド・スライディン」を収録したシングル盤として発売された。
『ビルボード』誌のR&Bチャートで第1位を獲得し、19週にわたってチャートイン。同誌の年間チャートでは第45位を獲得した。『ローリング・ストーン』誌の「The 500 Greatest Songs of All Time」では、第55位にランクインしている。
楽曲の発表後、エルヴィス・プレスリーやビートルズなど多数のアーティストによってカバーされ、ロックンロールのスタンダードとなった。

## 背景（リトル・リチャード版）
ブラックウェルは、テネシー州のディスクジョッキーであるハニー・チルから「すぐに来て欲しい。見てほしいものがある」という電話を受けた。ブラックウェルがチルのいるホテルへ向かうと、チルのそばにエノトリス・ジョンスンという10代の少女がおり、ジョンスンの手には「Saw Uncle John with Long Tall Sally（ジョンおじさんはのっぽのサリーといっしょだった）」というフレーズから始まる3行の歌詞が記されたドイリーが握られていた。ジョンスンは、病気を患った叔母の治療費を稼ぐために曲を売る必要があったことから、ミシシッピにある自宅から数日をかけて歩いてきて、2人の音楽担当の重役と会っていた。事情を理解したブラックウェルは、ジョンスンの書いた歌詞をクライアントに持ち帰り、その日の午後に2人は「Have some fun tonight（今夜はちょいと楽しもう）」というフレーズがボーカルのフックとなるように曲を仕上げた。
ブラックウェルからアイデアを伝えられたリチャードは、当初渋っていたものの、「ducked back in the alley（あわてて路地裏にひっこんだ）」というフレーズが自身が求めていたものであったことから、できるだけ早口で歌えるように練習を続け、ヴァースとコーラスを加えて完成させた。

## レコーディング（リトル・リチャード版）
「ロング・トール・サリー」のレコーディングは、1956年2月10日にニューオリンズにあるJ&Mスタジオで行なわれた。
レコーディングには、以下のミュージシャンが参加した。
- リトル・リチャード - ボーカル、ピアノ
- エドガー・ブランチャード（英語版） - ギター
- フランク・フィールズ（英語版） - ベース
- リー・アレン - テナー・サックス
- アルヴィン・タイラー - バリトン・サックス
- アール・パーマー - ドラムス

## チャート成績（リトル・リチャード版）
| チャート (1956年)               | 最高位 |
| ------------------------------- | ------ |
| ベルギー (Ultratop 50 Flanders) | 9      |
| オランダ (Single Top 100)       | 9      |
| US R&B Songs (Billboard)        | 1      |

## キンクスによるカバー

### 背景（キンクス版）
キンクスは、1963年初頭に結成され、レイヴンスなど複数の名義を使用して活動を行なった。この当時のメンバーは、レイ・デイヴィス、デイヴ・デイヴィス、ピート・クウェイフ、ミッキー・ウィレットの4人。結成から間もなくしてマネージャー2名を雇い、その後ラリー・ペイジと出会った。ペイジは、ビートルズのプロモーターであるアーサー・ハウズとともに、アメリカの音楽プロデューサーであるシェル・タルミーにキンクスを紹介。タルミーは、かつて関わりを持っていたパイ・レコードとの契約をとりまとめた。これと前後して、ウィレットがバンドを脱退し、ミック・エイヴォリーが加入した。
1963年の終わり頃、バンド名をキンクスに改名。キンクスがデビュー・シングルとして何を録音すべきか悩んだことから、ハウズがペイジに「ロング・ロール・トール」のレコーディングを提案。ハウズは、1月16日にパリでビートルズによる演奏を聴いていて、その時の観客の反応に注目していた。ペイジはすぐにキンクスに本作を覚えさせ、1964年1月に本作をレコーディングを敢行。このセッションにおいて、タルミーは当時まだ新人であったエイヴォリーのドラミングにあまり興味が持てなかったことから、その代理としてセッション・ミュージシャンのボビー・グラハムを雇った。

### リリース・評価（キンクス版）
キンクスによるカバー・バージョンでは、ピアノは使用されておらず、R&Bから離れた現代的なロック・サウンドになるようなアレンジとなっていて、レイが演奏するハーモニカのソロが特徴となっている。ロブ・ヨヴァノヴィッチは、後に発売されたビートルズによるカバー・バージョンとのアレンジの類似点を著書の中で指摘している。一方で、トーマス・キッツは、キンクスによるマージービート調のアレンジがレコードから「活力を奪った」とし、キンクスは「リトル・リチャードやポール・マッカートニーに打ち勝つための情熱やパンチ力が欠けている」と評した。また、キッツはデイヴの声質をもとに、本作でデイヴをリード・ボーカルとするべきだったという考えを示している。
キンクスによるカバー・バージョンは、イギリスでは1964年2月7日にパイ・レコードから、アメリカでは4月1日にキャメオ・レコードからシングル盤として発売された。B面にはレイ・デヴィスが作曲した「アイ・トゥック・マイ・ベイビー・ホーム」（I Took My Baby Home）が収録された。ペイジは、シングル盤の発売に際して積極的な宣伝活動を行なったが、『レコード・リテイラー』誌のチャートに入ることはなかった。その一方で、『メロディ・メイカー』誌のチャートでは最高位42位を獲得し、キンクスにとって初となる商業的成功をもたらした。アメリカでは、1965年1月に『ビルボード』誌のBubbling Under Hot 100に2週間チャートインし、最高位129位を記録した。

### クレジット（キンクス版）
※出典
キンクス
- レイ・デイヴィス - リード・ボーカル、リズムギター、ハーモニカ
- デイヴ・デイヴィス - バッキング・ボーカル、リード・ボーカル
- ピート・クウェイフ - バッキング・ボーカル、ベース

外部ミュージシャン
- ボビー・グラハム - ドラム

### チャート成績（キンクス版）
| チャート (1964年 - 1965年)            | 最高位 |
| ------------------------------------- | ------ |
| UK Melody Maker Chart                 | 42     |
| US Bubbling Under Hot 100 (Billboard) | 129    |

## ビートルズによるカバー
ビートルズは、1950年後期より「ロング・トール・サリー」を公演のセットリストに入れ、1966年まで演奏していた。なお、本作がビートルズの最後の公演となった1966年8月29日のサンフランシスコ公演で最後に演奏された楽曲である。ポール・マッカートニーはリチャードの歌唱法を忠実に再現することができ、これにより本作のカバー・バージョンでリード・ボーカルを担当することとなった。
ビートルズによるカバー・バージョンは、1964年3月1日にEMIレコーディング・スタジオのスタジオ2で1テイクで録音された。当時ビートルズはアルバム『ハード・デイズ・ナイト』のためのレコーディング・セッション中であったが、同作には未収録となっている。イギリスでは1964年6月19日に発売された同名のアルバムに収録され、アメリカでは1964年4月10日に発売された『ザ・ビートルズ・セカンド・アルバム』に収録された。日本では、EPの収録曲として発売されたほか、B面に「アイ・コール・ユア・ネーム」を収録したシングル盤としても発売されており、同シングル盤はミュージック・マンスリー洋楽チャートで最高位3位を記録した。このほか、スウェーデンでもシングル盤として発売されており、Kvällstoppenチャートでも第1位を獲得している。
1963年から1964年にかけてBBCラジオの番組で演奏されており、1994年に発売された『ザ・ビートルズ・ライヴ!! アット・ザ・BBC』には1963年8月13日に放送された『Pop Go the Beatles』での演奏、2013年に発売された『オン・エア〜ライヴ・アット・ザ・BBC Vol.2』には1964年7月16日に放送された『Top Gear』での演奏が収録された。また、1977年に発売された『ザ・ビートルズ・スーパー・ライヴ!』には1964年8月23日のハリウッド・ボウル公演でのライブ音源、1995年に発売された『ザ・ビートルズ・アンソロジー1』にはテレビ番組『Around The Beatles』での演奏が収録された。
マッカートニーは、ビートルズ解散後に結成したウイングスの公演や1972年の大学ツアー、1973年のヨーロッパツアー、イギリスツアーで本作を演奏した。1986年に開催されたプリンス・トラストのコンサートでは、エルトン・ジョン、エリック・クラプトン、フィル・コリンズ、マーク・ノップラー、レイ・キングらと共に本作を演奏した。

### クレジット（ビートルズ版）
※出典（特記を除く）
ビートルズ
- ポール・マッカートニー - ボーカル、ベース
- ジョン・レノン - リズムギター、ギターソロ（1回目）
- ジョージ・ハリスン - リードギター、ギターソロ（2回目）
- リンゴ・スター - ドラム

外部ミュージシャン
- ジョージ・マーティン - ピアノ

### チャート成績（ビートルズ版）
| チャート (1964年)                 | 最高位 |
| --------------------------------- | ------ |
| ベルギー (Ultratop 50 Flanders)   | 7      |
| ベルギー (Ultratop 50 Wallonia)   | 30     |
| オランダ (Single Top 100)         | 1      |
| ノルウェー (VG-lista)             | 2      |
| 西ドイツ (Official German Charts) | 3      |

| チャート (1964年)                           | 最高位 |
| ------------------------------------------- | ------ |
| 日本 (ミュージック・マンスリー洋楽チャート) | 3      |

## その他のアーティストによるカバー
1956年にパット・ブーンがシングル盤として発売し、エルヴィス・プレスリーがアルバム『エルヴィス』でカバー。
1964年にジェリー・リー・ルイスがシングル盤として発売し、西ドイツのシングルチャートで最高位7位を記録した。
1966年のビートルズの来日公演で、前座として出演したザ・ドリフターズが本作を演奏した。また、2020年の『24時間テレビ』では54年ぶりに仲本工事と加藤茶、高木ブーが演奏した。